# Calanais
Calanais ou Callanish est un site mégalithique situé sur la côte ouest de l'île de Lewis, dans les Hébrides, en Écosse.

## Histoire
La zone autour de Calanais comprend 21 monuments érigés vers 3000 av. J.-C.. Cet ensemble mégalithique est appelé Callanish en anglais et tire son nom du village voisin de Callanish. En gaélique écossais, le site est appelé Clachan Chalanais ou Tursachan Chalanais.
Le plus célèbre de ces sites est Calanais I qui comprend un arrangement complexe de 50 pierres. La construction du site date d'entre 2900 et 2600 av. J.-C., bien qu'il soit possible que des édifices antérieurs datent d'avant 3000 av. J.-C. Originellement, le site ne comporte que l'alignement de pierres en direction du sud auquel sera ajouté le cercle central puis les autres alignements. Des poteries trouvées sur le site suggèrent que le cercle central est érigé vers 2200 av. J.-C. La plus grande des pierres au centre du cercle central marque l'entrée d'un cairn funéraire où des restes humains ont été découverts. Une campagne d'excavation menée en 1980 et 1981 montre que cette chambre funéraire est une addition ultérieure et qu'elle a été modifiée plusieurs fois. Des débris de la destruction de la tombe suggèrent que le site n'est plus utilisé entre 2000 et 1700 av. J.-C. Le site a probablement perdu son importance rituelle vers 800 av. J.-C. lorsque la tourbe commence à enfouir les pierres. En 1857, le site a été excavé de 1,5 mètre.

## Caractéristiques

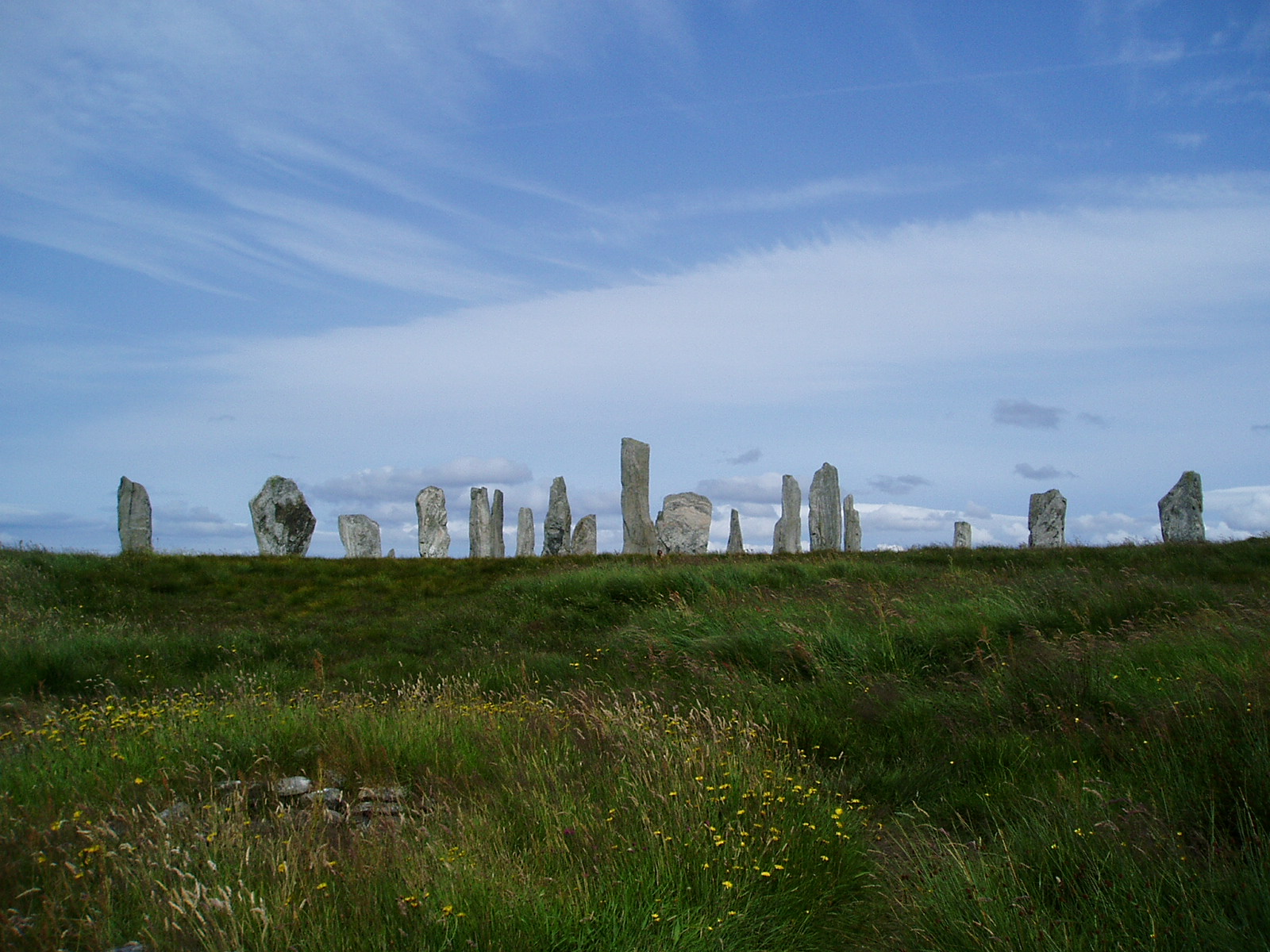
Vue sur le cercle central, une partie du double alignement vers le nord et de l'alignement simple vers le sud.

Les treize pierres principales forment un cercle de 13 m de diamètre au centre duquel se dresse un monolithe de 4,8 m de haut. Des pierres moins hautes forment une double rangée vers le nord de 83 m de long, et des lignes simples en direction de l'est, de l'ouest et du sud. Les pierres sont du gneiss lewisien dont la hauteur varie de 1 à 5 m.

## Interprétation
La première référence écrite aux pierres est celle de John Morisone, natif de Lewis, qui rapporte vers 1680 que « de grandes pierres élevées en rangs (...) ont été mises en place par dévotion ».
Il a été supposé, parmi d'autres théories, que les pierres forment un calendrier basé sur la position de la Lune. Alexander Thom suggère que l'alignement des pierres, lorsqu'on regarde vers le sud, pointe vers la pleine lune du milieu de l'été derrière une montagne lointaine appelée Clisham (en). Les critiques de cette théorie soulignent que de tels alignements peuvent exister par simple hasard dans n'importe quelle structure de ce type.

## Localisation
Calanais I est situé à proximité de la route A858 à environ 25 kilomètres à l'ouest de Stornoway. Le site est accessible depuis le parking du centre des visiteurs.

## Sites proches
Les archéologues appellent généralement le site « Calanais I » car il existe d'autres sites mégalithiques à proximité :
- Calanais II : Cnoc Ceann a' Ghàraidh, cromlech
- Calanais III : Cnoc Filibhir Bheag, cromlech
- Calanais IV : Ceann Hulavig, cromlech
- Calanais V : Àirigh nam Bidearan, alignement
- Calanais VI : Cùl a' Chleit, cromlech
- Calanais VII : Cnoc Dubh
- Calanais VIII : Tursachan, monument semi-circulaire au bord d'une falaise sur l'île voisine de Great Bernera
- Calanais VIIIa : Àird A' Chaolais, menhir
- Calanais IX : Àirigh Nam Bidearan, pierre
- Calanais X : Na Dromannan (Druim Nan Eun)
- Calanais XI : Beinn Bheag, menhir, cairns
- Calanais XII : Stonefield, menhir
- Calanais XIII : Sgeir Nan Each, pierres
- Calanais XIV W : Cnoc Sgeir Na h-Uidhe, pierres
- Calanais XIVe : Cnoc Sgeir Na h-Uidhe, pierre
- Calanais XV : Àirigh Mhaoldonuich, menhir
- Calanais XVI : Cliacabhadh, menhirs
- Calanais XVII : Druim Na h-Aon Choich, possible menhir
- Calanais XVIII : Loch Crogach, possible menhir
- Calanais XIX : Buaile Chruaidh, possible menhir

Il existe encore d'autres sites proches, tous n'étant pas visibles.